# Robert Raschka
Robert Raschka (* 5. August 1847 in Bukarest; † 19. April 1908 in Wien) war ein österreichischer Architekt und Architekturmaler. 
Seine Ausbildung erhielt er am Polytechnikum Zürich, wo er sich dem Corps Rhenania anschloss, sowie an der Wiener Kunstakademie bei Friedrich von Schmidt.
Raschka baute vor allem eine Reihe von Villen und anderen Gebäuden in Wien. Sein bekanntestes Bauwerk war das gemeinsam mit Anton Hefft geplante Landtagsgebäude in Brünn (1870), in dem heute das Tschechische Verfassungsgericht untergebracht ist. Als Architekturmaler wurde er vor allem bekannt durch Bilder historischer Gebäude in Wien.

## Bildergalerie

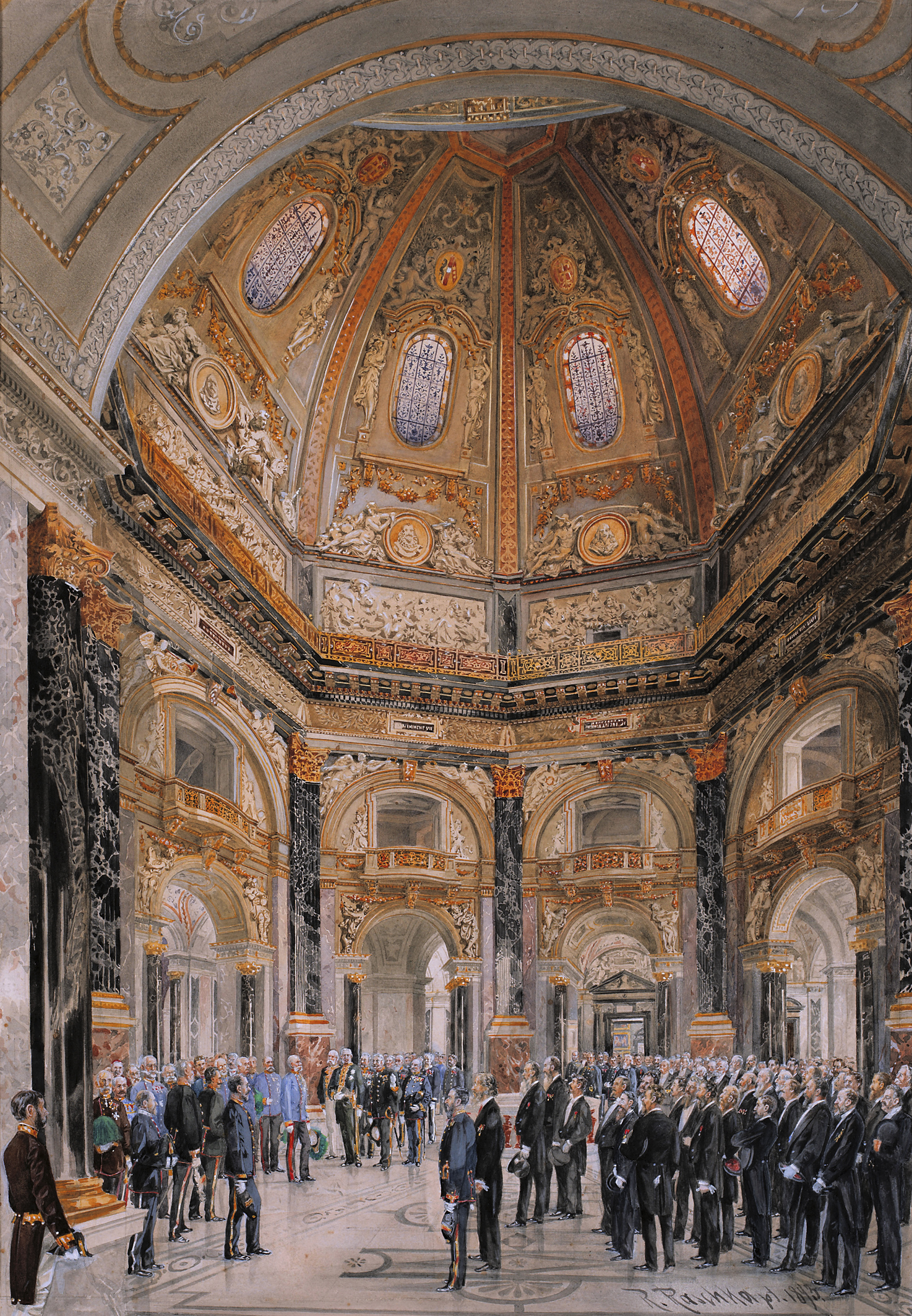
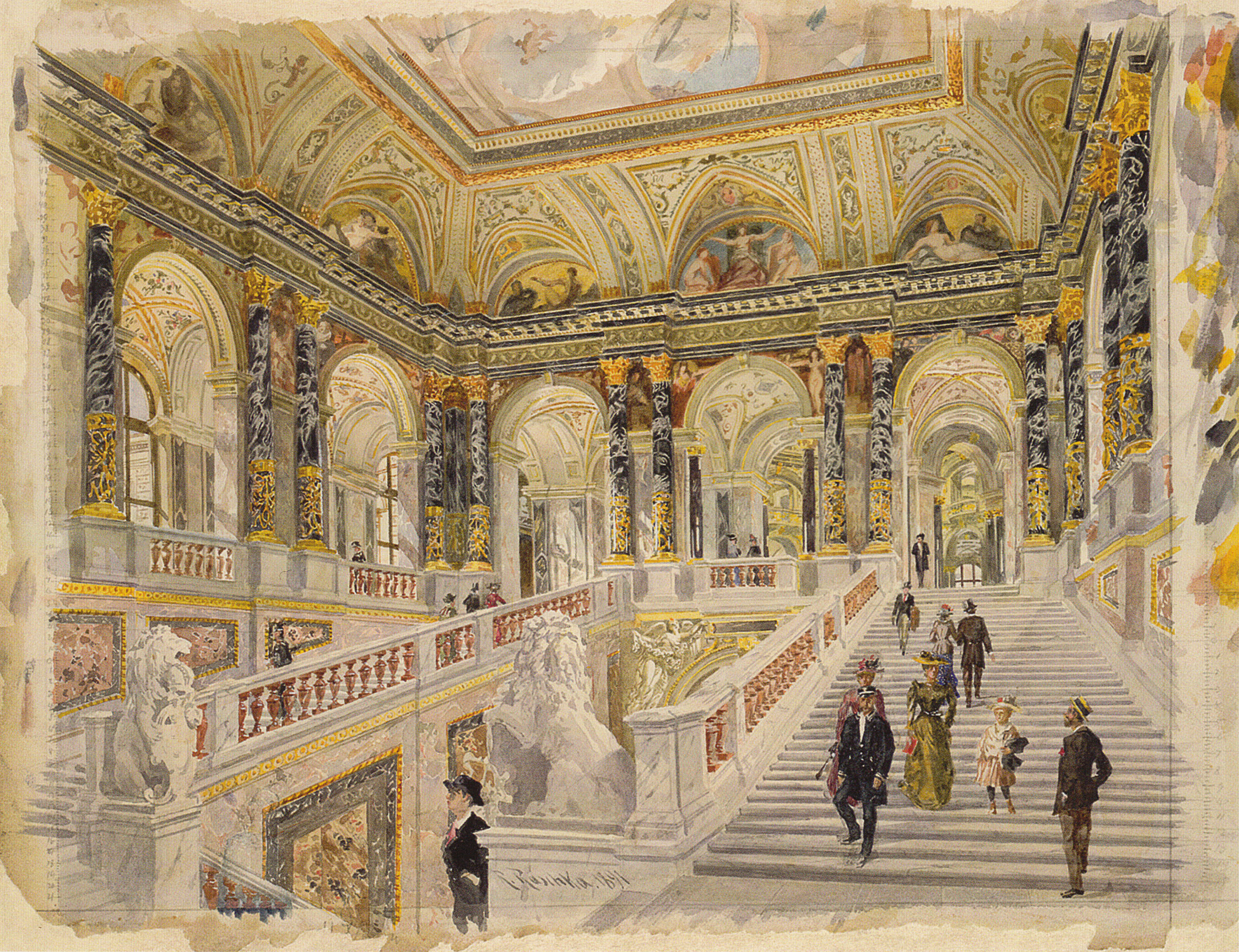
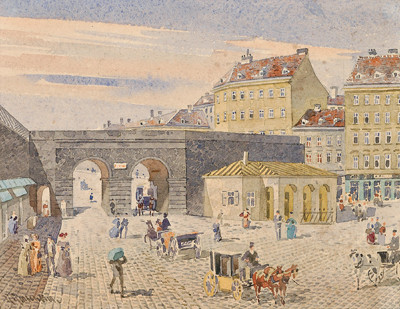
Das Roten Thurm Tor
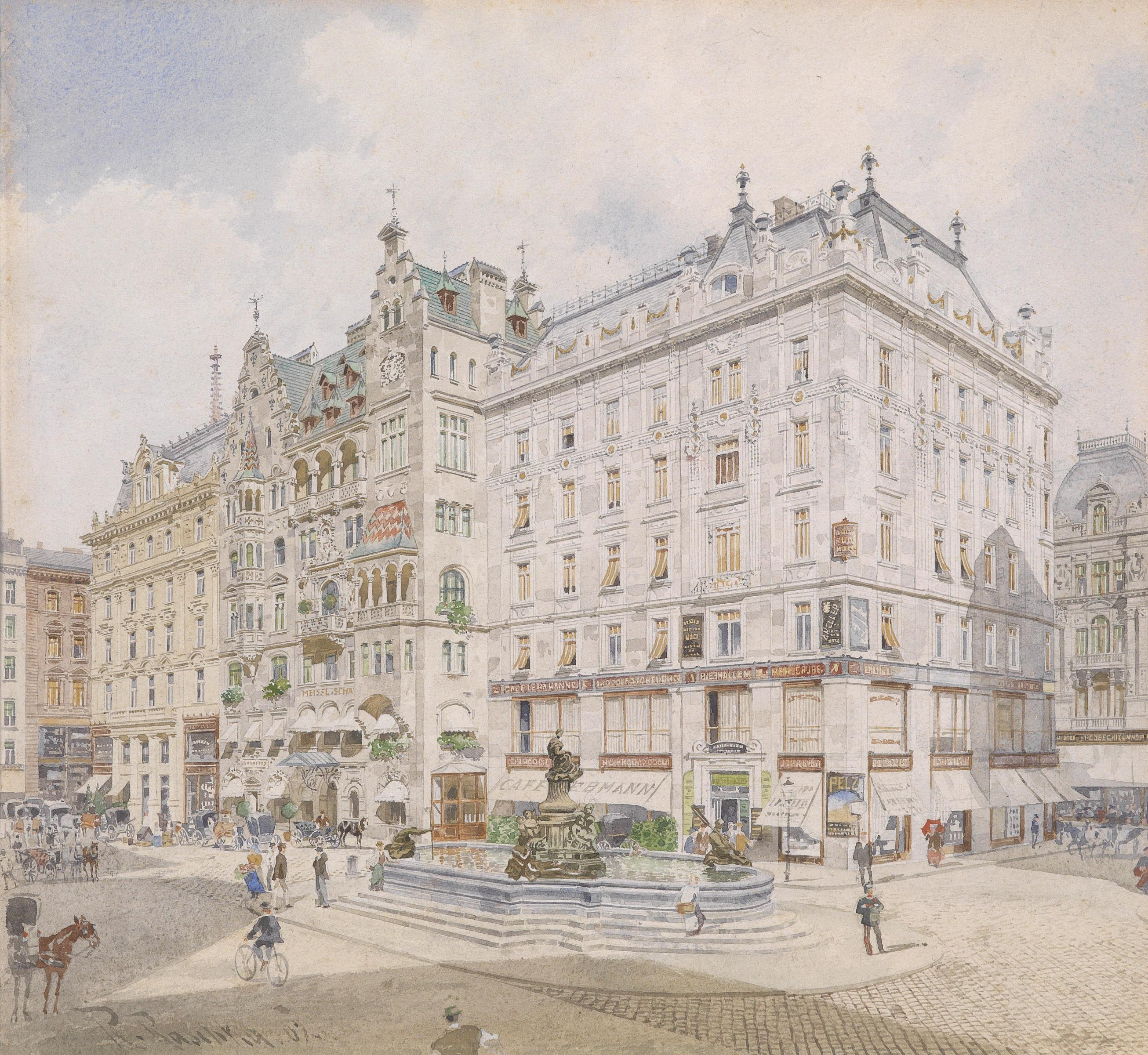
Donnerbrunnen am Neuen Markt 1907
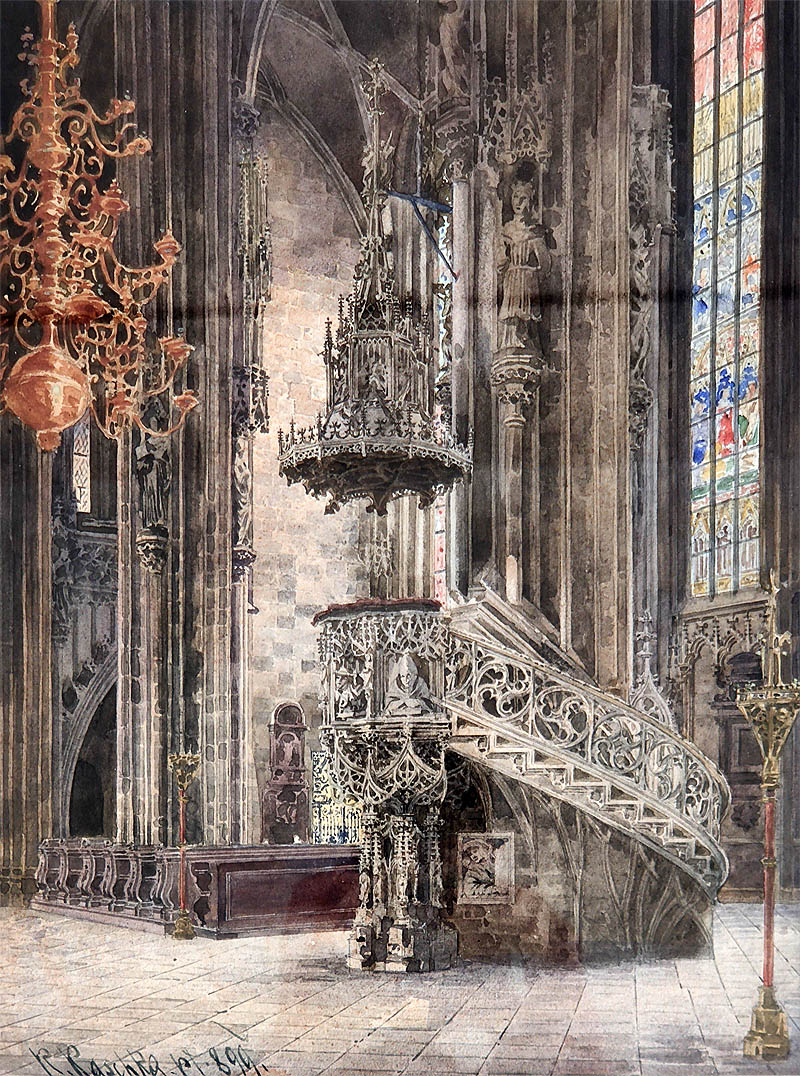
Die Pilgramkanzel im Stephansdom
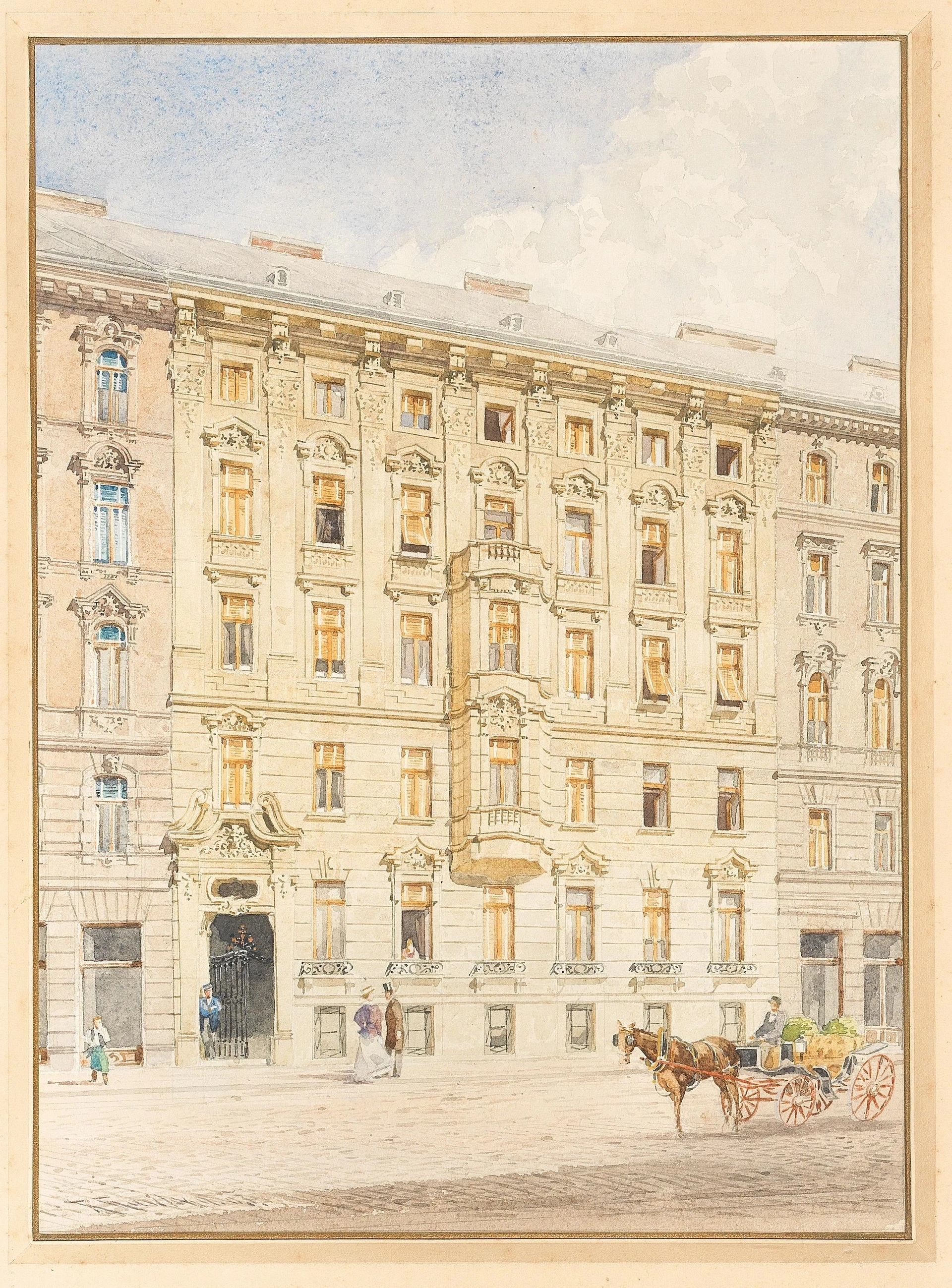
Piaristengasse 38
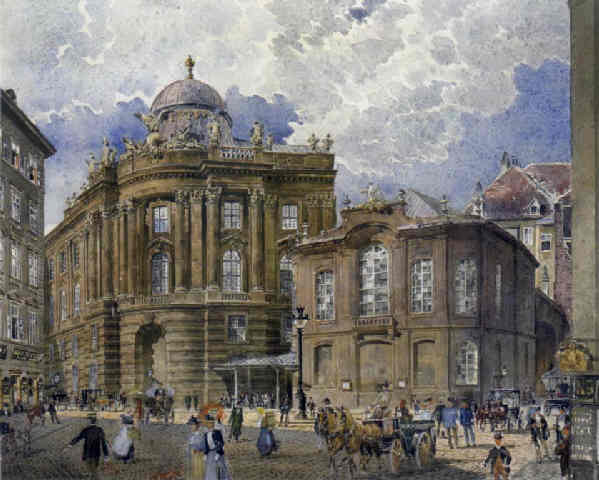
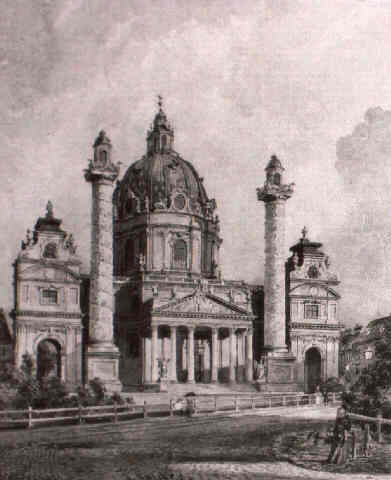
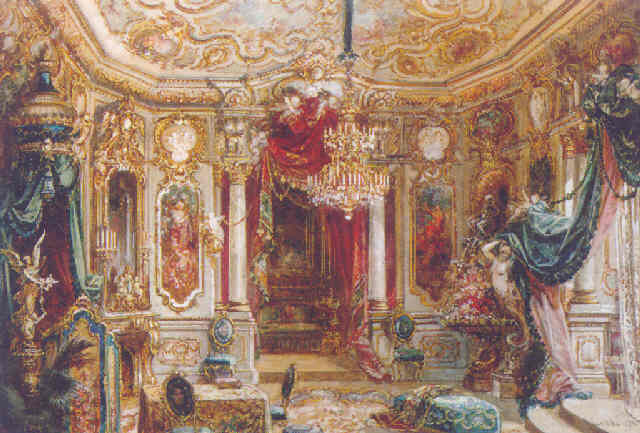
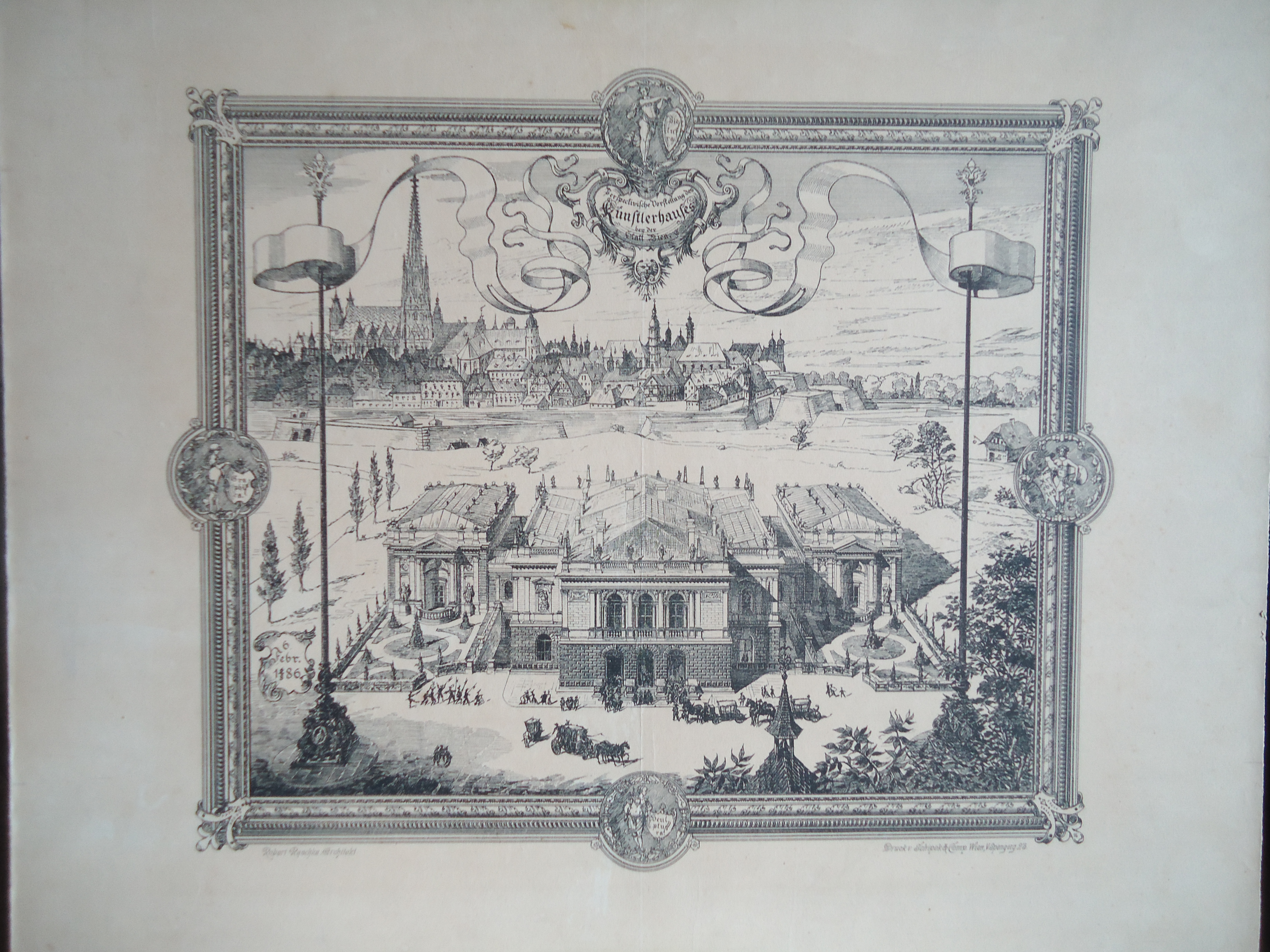
Künstlerhaus